# Landeskrone
Landeskrone (górnołuż. Sedło) – bazaltowa góra o wysokości 419,4 m n.p.m. położona na południowy zachód od Görlitz w Niemczech.

## Powstanie
Landeskrone to wygasły od 30 milionów lat wulkan powstały w okresie paleogenu. Jego stożek został uformowany poprzez lawę wydobywającą się z wnętrza Ziemi poprzez ponad 20 kilometrową szczelinę w granodiorycie. Rozciągnięty w kierunku północ-południe kształt góry odpowiada kształtowi tej szczeliny.
Landeskrone nie posiada krateru, gdyż lawa, która u dołu szczeliny miała ponad 1000 °C, szybko stygła i zmieniała się w pionowe słupy i nigdy w formie płynnej nie docierała na powierzchnię. Tuf wulkaniczny i popioły, które wysuwały się na powierzchnię, bardzo szybko ulegały erozji. Ilość bazaltu znajdująca się wokół góry świadczyć może, że Landeskrone był w przeszłości znacznie wyższy.

## Toponimika nazwy
Landeskrone znaczy "korona ziemi", miejsce położone wysoko, górujące nad otoczeniem.
Nazwy pojawiające się w najstarszych dokumentach:
- Christianus Longus de Landiskrone (1225),
- Landesc(h)rone (1241),
- Landiscrone (1245),
- Landischrone (1268),
- Landiscron (1381),
- Landiskron (1439/40)

## Historia

### Początki osadnictwa

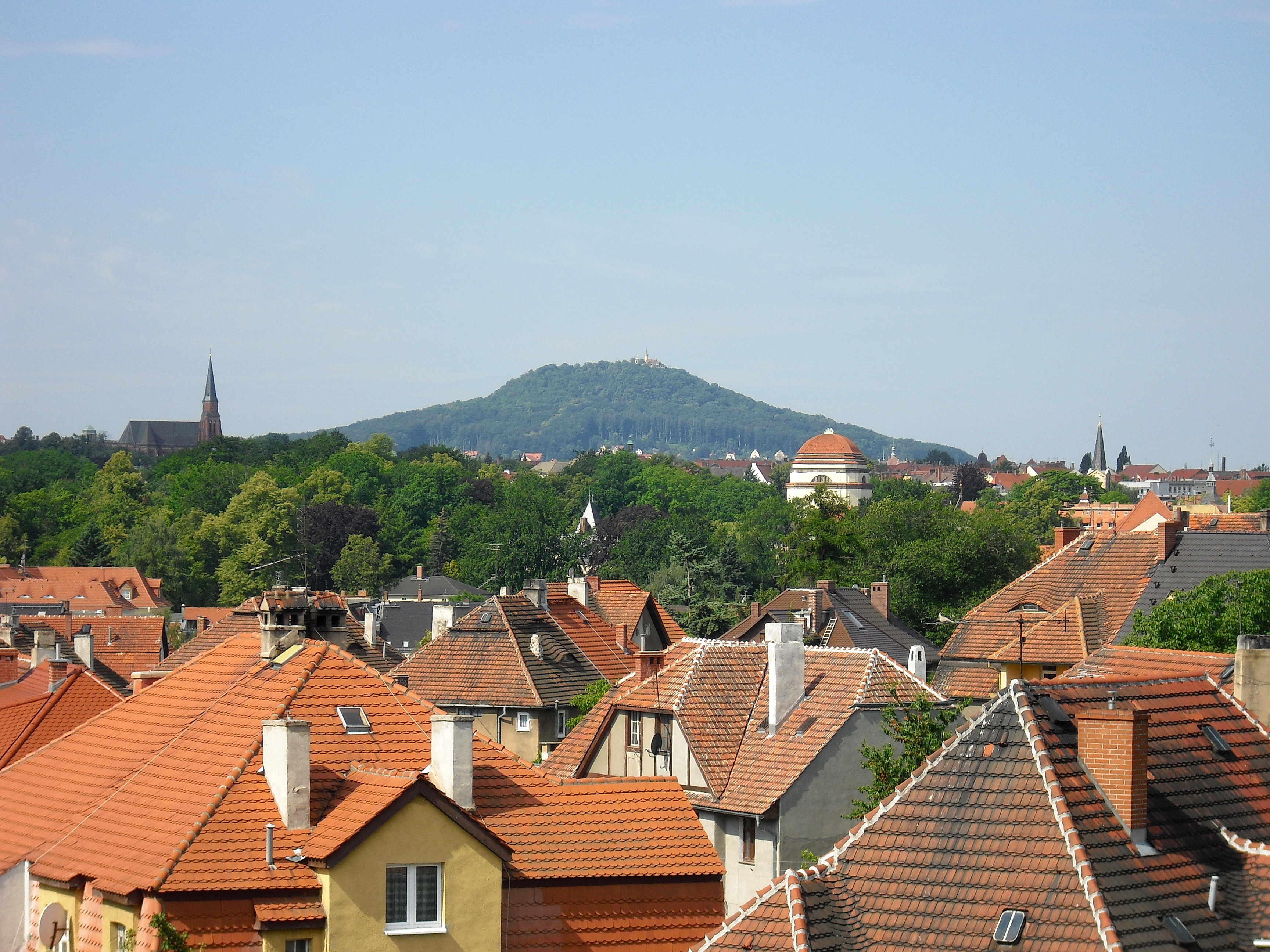
Landeskrone, widok ze Zgorzelca

Początki osadnictwa na Landeskrone sięgają wczesnej epoki brązu, o czym świadczą znaleziska z obszaru obejmującego około 3000 m² wokół tzw. górnych murów warownych.
Słowianie około roku 900 (lub niewiele później) wybudowali umocnienia po południowej stronie góry pomiędzy jej obydwoma wierzchołkami. Pozwalało to chronić obszar o powierzchni około 10 tys. m². Pierwsze wykopaliska w tym miejscu przeprowadził Rudolf Virchow w 1870 roku. Odkryte kamienne mury miały grubość nawet do 8 metrów. Kolejne badania prowadzone w 1909 roku oraz w latach 20. i 30. XX wieku oraz w latach 1969–70 odkryły nie tylko fragmenty wypalanej ceramiki, lecz także ślady wskazujące na obróbkę żelaza oraz produkcję smoły. Te znaleziska pozwoliły przypuszczać, że Landeskrone była miejscem centralnym Bieżuńczan opisanych przez Geografa Bawarskiego.
Jeszcze dalej w swoich przypuszczeniach posunął się Jasper von Richtofen, który uważał, że na Landeskrone mogły istnieć wczesnośredniowieczne osady Milczan, do których według dokumentów należały okolice Görlitz co najmniej od 1071 roku. Milczanie prawdopodobnie wchłonęli mniejsze plemię Bieżuńczan około 900 roku, a przynajmniej Bieżuńczanie nie występują w późniejszych dokumentach pisanych.
Dotychczasowe prace archeologiczne koncentrowały się głównie na murach wokół góry i nie odkryto żadnych śladów gęstej zabudowy, której można by się było spodziewać w centralnym mieście Milczan.

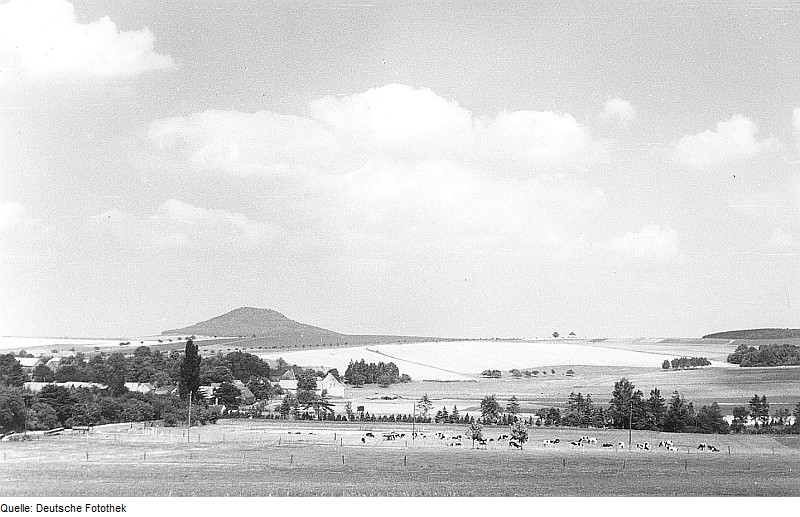
Landeskrone w 1966 roku, widok od strony niemieckiej

Teza przypuszczalnego centrum została oparta na zapisach w kronice Thietmara przy okazji opisu wyprawy wojsk Henryka II przeciwko Bolesławowi Chrobremu w 1015 roku. Wspomniał on zdobycie przez czeskie wojska wielkiego grodu. Książę Udalryk idąc razem z Bawarami na pomoc Henrykowi "zdobył wielki gród Businc i wziął tam do niewoli co najmniej tysiąc więźniów, nie licząc kobiet i dzieci, po czym spaliwszy go powrócił jako zwycięzca". Na podstawie tych danych można oszacować, że w czasie ataku w warowni mogło przebywać około 4 tys. osób.
Z dużym prawdopodobieństwem można owe "magna urbs businc" przypisać strategicznej wówczas warowni na Landeskrone, gdyż jej zniszczenie miało pomóc wyprawie Henryka II na Polskę. Jednak wojska Udarlyka zaangażowane w lokalne bitwy nie dotarły do oczekującego pomocy niemieckiego cesarza, co Thietmar opisał następująco: "Również Udalryk, który miał przybyć do cesarza razem z Bawarami, zrezygnował z tego z różnych przyczyn. Choć jednak Bawarowie nie byli przy cesarzu, niemniej spełnili wierną dlań służbę w swoim sąsiedztwie"
.

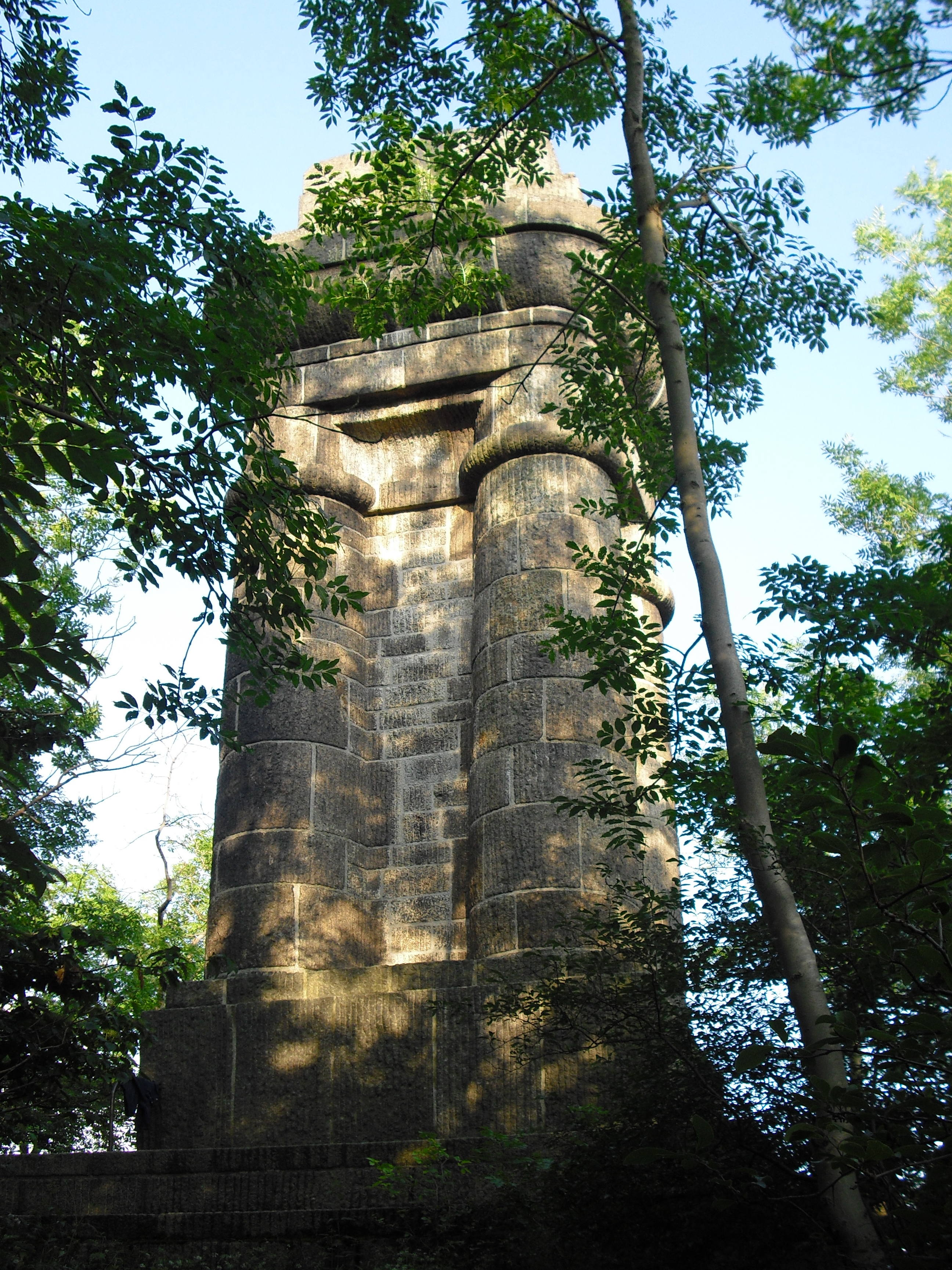
Wieża Bismarcka na Landeskrone

Również nazwa miejscowości leżącej u podnóża góry, która ok. 1300 roku nosiła nazwę Bisencz (później Klein i Groß Biesnitz, obecnie dzielnica Görlitz) mogłaby potwierdzać tę tezę.

### Zamek na Landeskrone
W roku 1268 w dokumentach pojawia się nazwa "castrum landischrone".
W średniowieczu na Landeskrone wybudowano ważny zamek, który długo należał do Czech (z przerwą na polskie rządy w XIV w. jako część księstwa jaworskiego, jednego z piastowskich księstw dzielnicowych na Dolnym Śląsku), oraz do zamożnych rodzin von Landeskrone a później do Bibersteinów. Zamek znajdował się pod czeską administracją i włączony był do systemu obronnego drogi handlowej Via Regia, która w średniowieczu przebiegała przez Görlitz.
Zamek przeszedł na własność miasta Görlitz w 1440 roku, a wkrótce potem został zburzony z obawy, by nie stał się schronieniem dla rozbójników.

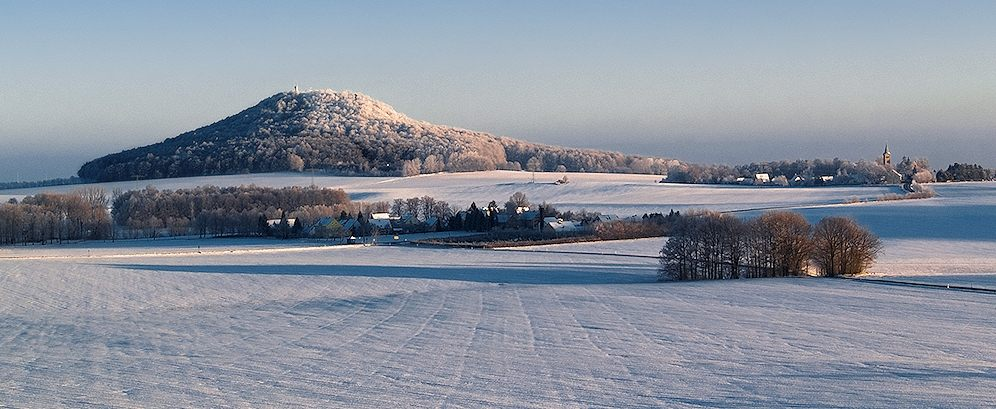
Landeskrone zimą

### Późniejsze losy
W 1620 roku elektor Jan Jerzy I używał Landeskrone jako obserwatorium astronomicznego.
W 1758 roku na górze stacjonowały dwa regimenty huzarów generała Esterházyego.
W 1866 pruskie wojska okupowały górę podczas marszu na Austrię.
18 grudnia 1901 roku odsłonięto tu jedną z wież Bismarcka, zaprojektowaną przez architekta Wilhelma Kreisa i stojącą tu do dziś.

## Fauna i flora
W 1961 r na Landeskrone został utworzony obszar chroniony (IV kat. IUCN) o powierzchni 83 ha.

## Turystyka
Pod koniec XVIII wieku Landeskrone coraz częściej zaczęli odwiedzać pisarze oraz filozofowie szukający natchnienia. W 1863 roku na ruinach zamku miasto wybudowało gospodę. W 1909 doprowadzono gaz, a w 1913 wodę. W wyniku pożaru w 1946 roku gospoda doszczętnie spłonęła, pięć lat później została odbudowana. Obecnie znajduje się tam hotel i restauracja oraz wieża widokowa.
Przy dobrej widoczności z Landeskrone można zobaczyć Góry Żytawskie, Góry Izerskie oraz Karkonosze.

## Marka Landskron
Od 1882 roku w browarze w Görlitz produkowane jest piwo Landskron Bier, a w 1959 cały browar zmienił nazwę na Landskron Brauerei Scheller & Co KG.

## Nadajnik telekomunikacyjny
Na wieży zamkowej zainstalowany jest nadajnik telewizyjny stacji ertv (Euregio regional TV) nadający na częstotliwości UKW 178 MHz o mocy 1 kW oraz nadajnik radiowy MDR info nadający na częstotliwości 106,9 MHz.